# Vermiculacions
Les vermiculacions són un tipus d'espeleotema constituït per dipòsits fins i irregulars, de calor marró a ocre, de material argilós, que hom troba a les parets i sostres de les galeries.
Les vermiculacions es formen en dessecar-se la fina capa de sediment que cobreix el sostre i les parets de les galeries. En iniciar-se l'evaporació d'aigua es produeix una contracció del material que dona lloc a esquerdes que separen petites zones de material.